# Печеног
Печеног е село в община град Кралево, Рашки окръг, Сърбия.
Според преброяването от 2011 г. има население от 367 жители. След Втората световна война, населението на селото е наброявало близо 1000 жители.
Етимологията на името се свързава с разселените печенеги през ХI-ХII век, част от които служи като войнишко население.